# Grottammare
Grottammare is een gemeente in de Italiaanse provincie Ascoli Piceno (regio Marche) en telt 15.782 inwoners (2022). De oppervlakte bedraagt 17,7 km², de bevolkingsdichtheid is 832 inwoners per km².

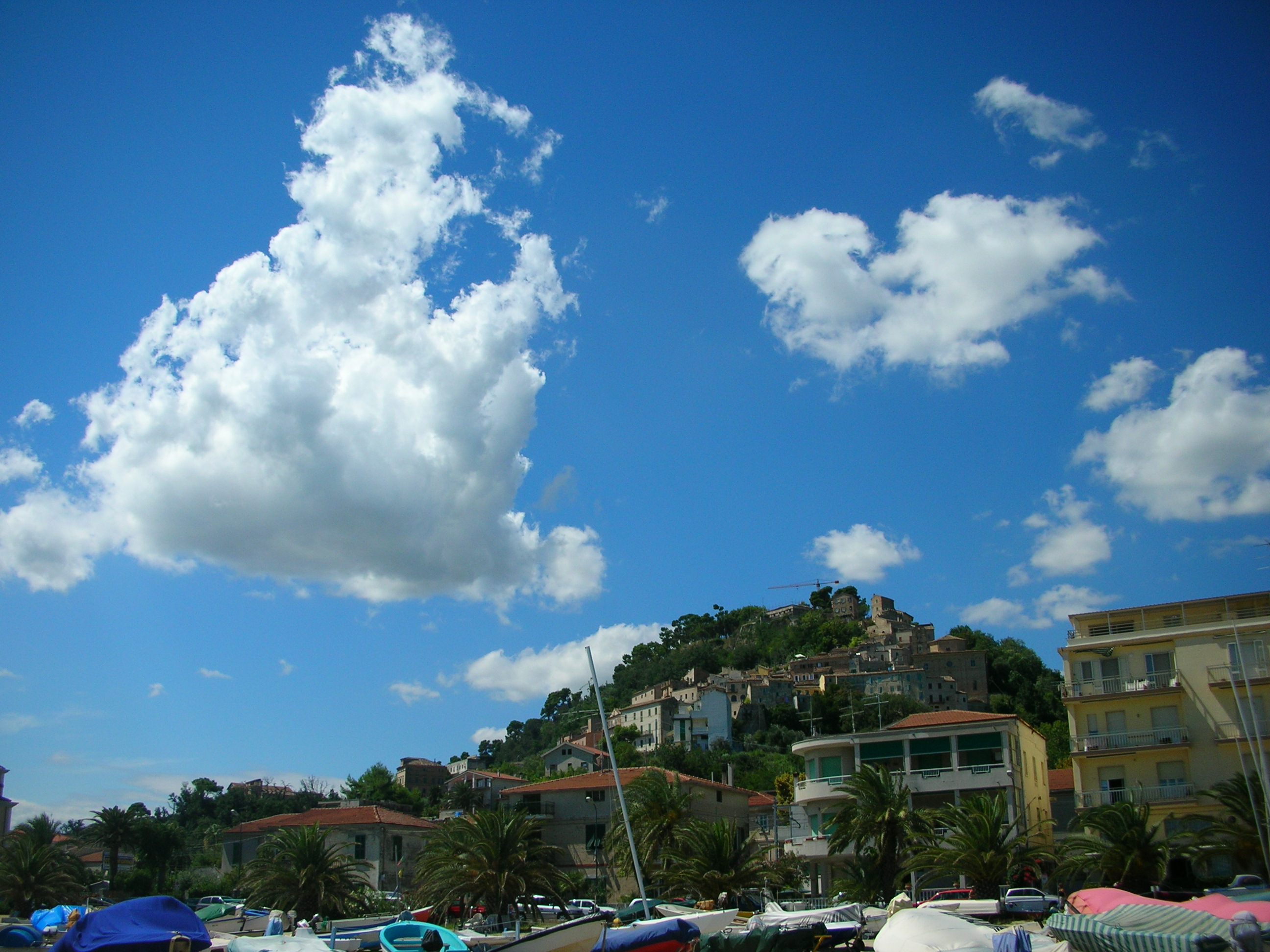
Oude burcht bij Grottammare
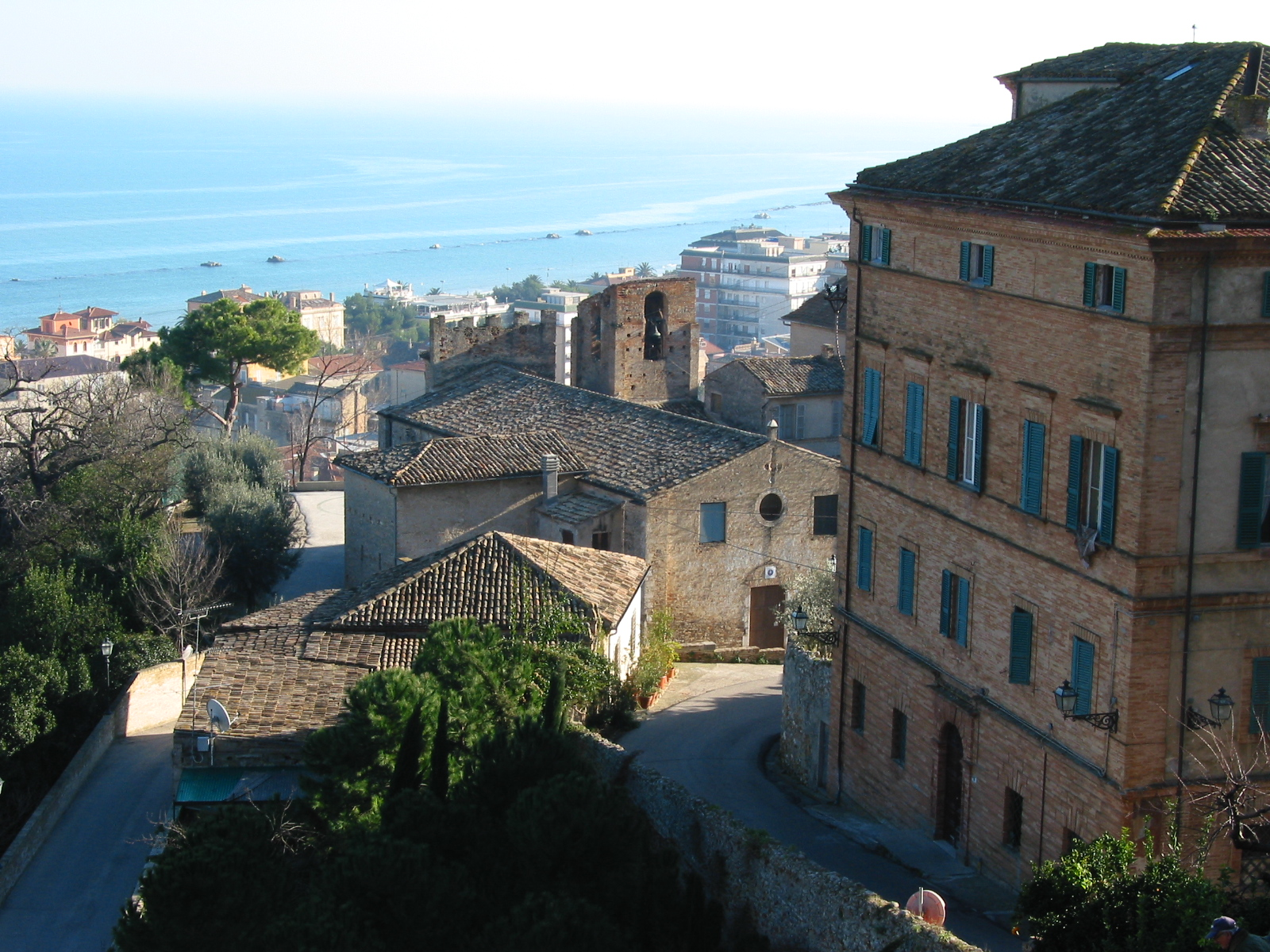
Grottammare
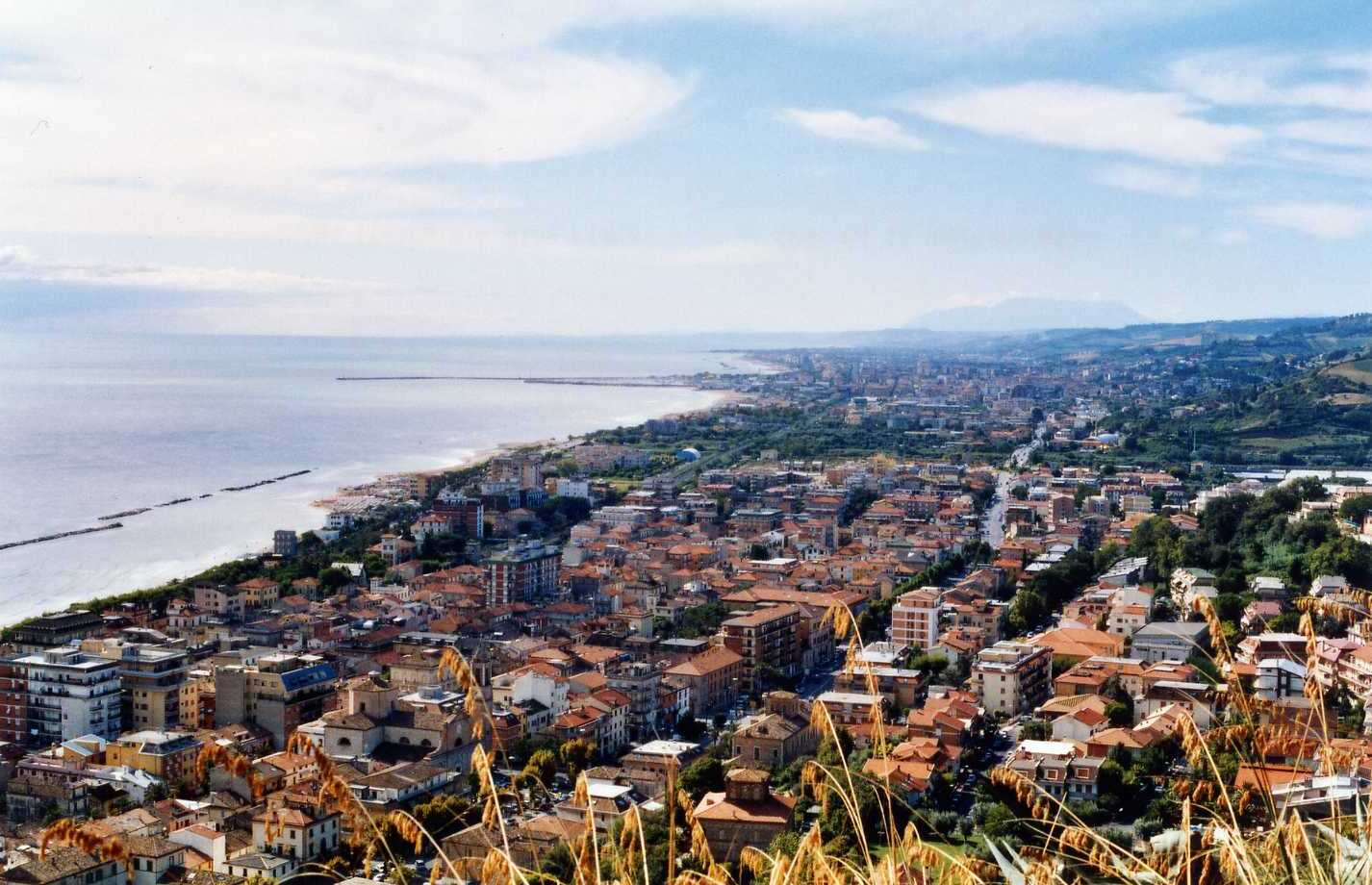
Grottammare

## Demografie
Grottammare telt ongeveer 5537 huishoudens. Het aantal inwoners steeg in de periode 1991-2001 met 11,7% volgens cijfers uit de tienjaarlijkse volkstellingen van ISTAT.
| Jaar | Inwoneraantal |
| ---- | ------------- |
| 1991 | 12.787        |
| 2001 | 14.278        |

## Geografie
Grottammare grenst aan de volgende gemeenten: Acquaviva Picena, Cupra Marittima, Ripatransone, San Benedetto del Tronto.

## Geboren
- Paus Sixtus V (1521-1590), geboren als Felice Peretti da Montalto